# Фигуративизм
Фигуративизм, или фигуративное искусство — направление в искусстве, описывающее объекты, особенно картины и скульптуры, которые сохраняют сходство с реальными объектами, от которых произведены, и, таким образом, по определению репрезентативны.
Термин «фигуративизм» часто используется, чтобы обозначить искусство, которое представляет человеческое тело или даже фигуру животного, хотя бывают и исключения.